# Jesse Pennington
Jesse Pennington (23. august 1883 – 5. september 1970) var en engelsk fodboldspiller, der spillede hele sin aktive karriere, fra 1903 til 1922, som venstre back hos West Bromwich Albion i sin fødeby. Han spillede desuden 25 kampe for Englands landshold. Hans landsholdsdebut faldt 18. marts 1907, og i en enkelt af kampene var han desuden englændernes anfører.

## Titler
Engelske Mesterskab
- 1920 med West Bromwich